# Terremoto de Puebla de 2017
El terremoto de Puebla de 2017 fue un potente y mortífero sismo que ocurrió a las 13:14:40, hora local (UTC-5), del martes, 19 de septiembre de 2017, que tuvo una magnitud de Mw = 7,1. 
Su epicentro se había localizado 12 km al sureste de Axochiapan, Morelos, según el Servicio Sismológico Nacional de México, aunque una modificación en años posteriores ubicó el epicentro 8 km al noroeste de Chiautla de Tapia, Puebla, de acuerdo con el mismo instituto geofísico dependiente de la Universidad Autónoma de México.
El Servicio Geológico de los Estados Unidos ubicó el epicentro a un kilómetro de San Felipe Ayutla, Puebla.
El sismo ocurrió apenas 12 días después del terremoto de Chiapas (Mw=8.2).
La prensa destacó profusamente la coincidencia en la fecha de este sismo con la del terremoto ocurrido en 1985, que también sucedió un 19 de septiembre, 32 años antes. 
Sin embargo, aparte de la fecha, no existe mayor relación entre ellos, pues el terremoto de 1985 tuvo su epicentro en la costa del estado de Michoacán, a una profundidad de 15 km, mientras que el temblor de 2017 tuvo su epicentro bajo la superficie del país, donde el proceso de subducción ejecuta un tipo diferente de esfuerzos extensivos entre las placas de Cocos y la Norteamericana. 
Específicamente, a este tipo de movimiento se le conoce con el nombre de sismo intraplaca.
Este terremoto dejó cuantiosos daños en los estados del centro del país, a lo que algunas firmas independientes cifraron las pérdidas entre cuatro mil y ocho mil millones de dólares estadounidenses.
La Ciudad de México fue la entidad que concentró el mayor número de víctimas mortales debido a la densidad de población y la estructura del subsuelo que amplifica las ondas sísmicas; debido a que la ciudad se encuentra sobre el suelo fangoso de lo que alguna vez fue el lago de Texcoco.
Por primera vez, desde la instalación de la alerta sísmica en la ciudad, esta no sonó momentos antes para prevenir a la población y realizar evacuaciones, ya que no se contaba con estaciones sismo-sensoras cerca del epicentro.
La alerta se activó hasta pasados once segundos de iniciado el sismo, justo cuando las ondas alcanzaron la ciudad, lo que no permitió una evacuación completa.
Esto se debió a la cercanía del epicentro a la Ciudad de México, separados por tan solo 121.65 km. En Morelos, la zona en torno al volcán Popocatépetl y el sureste del estado presentó los mayores daños, y Jojutla fue una de las localidades más afectadas.
Por el lado de Puebla, la Mixteca, la región de los valles de Izúcar y Atlixco, y el centro histórico de la ciudad de Puebla registraron importantes afectaciones.
De acuerdo con la ASF, el Gobierno de México había recibido más de noventa y un millones de pesos en donaciones internacionales que, sumado a las donaciones del fideicomiso Fuerza México que concentró el apoyo de la iniciativa privada y nacional, se desconoce la ubicación, usos y cantidades utilizadas de los recursos.
Asimismo, reportó que diversas dependencias registraron omisiones y sobrecostos en la reconstrucción de inmuebles.

## Tectónica y sismicidad en Puebla y Morelos
En general, con un promedio de cuarenta sismos diarios, México se clasifica como una de las zonas de más alta sismicidad del planeta, debido a que se sitúa sobre el cinturón de fuego del Pacífico, y en la confluencia de las placas Norteamericana, del Pacífico, Cocos, de Rivera y del Caribe. La zona en la que se encuentran Morelos y Puebla suele ser el epicentro de algunos sismos, entre los cuales, uno de los antecedentes de mayor magnitud fue el ocurrido en 1999, que dejó daños en Puebla y varios municipios al sur del estado.

### Resumen de la configuración tectónica
Aunque en términos globales el sismo estuvo relativamente cerca de la zona de contacto entre las placas de Cocos y la Norteamericana, el terremoto ocurrió por efecto de una falla normal, a una profundidad de unos 50 km, donde la placa de Cocos converge con una velocidad aproximada de 7.6 cm por año en dirección noreste. La subducción de la placa de Cocos comienza en la fosa ubicada unos 300 km al suroeste del epicentro de este terremoto.
Por sus características (localización, profundidad y mecanismo focal), se trata de un terremoto intraplaca, es decir, una ruptura dentro del bloque de la placa de Cocos que está siendo subducido, y no en el borde de contacto. Los terremotos de esta envergadura y de falla normal, aunque se indiquen frecuentemente como puntos precisos en los mapas, quedan mejor descritos como el deslizamiento de una superficie más grande en la falla (generalmente, un área de 50 × 20 km). En el siglo XX, se registraron otros 19 terremotos de magnitudes superiores a 6.5 en el radio de 250 km en torno al hipocentro de este, principalmente en la zona de subducción. El mayor de ellos fue el terremoto de Guerrero de 1957 (M 7.6).

## Víctimas
El 5 de octubre, Luis Felipe Puente, coordinador nacional de Protección Civil, confirmó una cifra final de víctimas mortales de 369 personas: 228 decesos en Ciudad de México, 74 en Morelos, 45 en Puebla, 15 en el Estado de México, 6 en Guerrero y 1 en Oaxaca. Según un informe del Instituto Belisario Domínguez del Senado de la República, a partir de información de Animal Político, la información más completa al respecto se encontró en la capital del país, donde se registró que del total de muertos, 200 eran adultos y 28 niños. Por otra parte, 138 (61 %) eran mujeres y, de ellas, dieciséis menores y 122 adultas. Los 90 restantes (39 %) eran hombres y, de ellos, dieciocho menores y 72 adultos. En Ciudad de México, la mayor parte de las muertes se concentraron en las delegaciones Cuauhtémoc y Benito Juárez. Asimismo, la Secretaría de Relaciones Exteriores confirmó la muerte de diez extranjeros: un argentino, un surcoreano, dos españoles, un panameño y cinco taiwaneses. Aunque la cifra exacta se desconoce, se calcula que más de 6000 personas resultaron heridas y de ellas más de 800 en Ciudad de México.
| Estado           | Muertes | Heridos |
| ---------------- | ------- | ------- |
| Guerrero         | 6       | 2       |
| Morelos          | 75      | 2508    |
| Oaxaca           | 1       | 0       |
| Puebla           | 46      | 105     |
| Estado de México | 15      | 200     |
| Ciudad de México | 225     | 456     |
| Michoacán        | 0       | 1       |
| Tlaxcala         | 0       | 2       |

| País          | Fallecidos | Heridos |
| ------------- | ---------- | ------- |
| México        | 360        | 3289    |
| Taiwán        | 4          | 0       |
| España        | 2          | 0       |
| Francia       | 1          | 0       |
| Paraguay      | 1          | 0       |
| Argentina     | 1          | 0       |
| Panamá        | 1          | 0       |
| Corea del Sur | 1          | 0       |
| Total         | 371        | 3289    |

## Apoyo de la sociedad civil y respuesta del Gobierno
Luego del terremoto, cientos de personas se dirigieron a los edificios colapsados para intentar retirar restos de escombros y rescatar personas, a la par que autoridades llegaban a coordinar las acciones. Algunos de los ciudadanos abrieron sus redes de wifi ante la caída de la red telefónica, y comenzaron a organizarse puestos improvisados de auxilio en las calles.[cita requerida]
Las autoridades abrieron decenas de albergues para dar cobijo y alimento a las personas que fueron desalojadas de sus hogares o de edificios que colapsaron, así como centros de acopio. Ante el caos imperante en las calles y avenidas, colectivos de ciclistas y motociclistas organizaron el traslado de alimentos, insumos médicos y herramientas desde los centros de acopio y casas de ciudadanos hacia los sitios donde se necesitaban.
Se emitió declaratoria de emergencia extraordinaria en Ciudad de México, y de esta forma se liberaron los fondos económicos necesarios para la atención a las víctimas del desastre. La noche del día 19, se realizó la Declaratoria de Desastre para las 16 delegaciones de la capital mexicana, y se conformó el Centro de Comando, Control, Cómputo, Comunicaciones y Contacto Ciudadano (C5), en donde trabajan autoridades del nivel federal y capitalino. El presidente Enrique Peña Nieto decretó tres días de luto nacional tras el impacto del desastre, en memoria de las víctimas del sismo.

### Controversias por corrupción

La ASF reportó que diversas dependencias registraron omisiones y sobrecostos en la reconstrucción de inmuebles.

De acuerdo a la Auditoría Superior de la Federación (ASF), en septiembre de 2017 el Gobierno de México había recibido más de 91 millones de pesos mexicanos en donaciones internacionales que, sumado a las donaciones del fideicomiso Fuerza México que concentró el apoyo de la iniciativa privada y nacional, se desconoce la ubicación, usos y cantidades utilizadas de los recursos. En el primer informe de Cuenta Pública de 2018 de la ASF informó que diversas dependencias a cargo de la recepción de las donaciones reportaron menos apoyos de los que recibieron. Asimismo se observan que los organismos a cargo de la administración de los recursos registraron retrasos, omisiones y defectos importantes en la reconstrucción y reparación de hospitales, viviendas y centros educativos.
La Auditoría Superior de la Federación (ASF) comentó que la falta de mecanismos de control, administración y distribución se debió a la falta de transparencia y coordinación entre las distintas dependencias a cargo de las aportaciones. A pesar del informe del organismo, Animal Político criticó a la ASF debido a que no determinó responsabilidades a los funcionarios implicados ni ordenó investigaciones posteriores en los casos de las donaciones internacionales.

## Daños

### Estados afectados
Orden por intensidad:
| México                | México                 |
| --------------------- | ---------------------- |
| Lugar                 | Intensidad en Mercalli |
| Ciudad de México      | IX (Violento)          |
| Puebla                | IX (Violento)          |
| Morelos               | VIII (Severo)          |
| Estado de México      | VII (Muy fuerte)       |
| Guerrero              | VII (Muy fuerte)       |
| Oaxaca                | VII (Muy fuerte)       |
| Tlaxcala              | VII (Muy fuerte)       |
| Michoacán             | VI (Fuerte)            |
| Veracruz              | VI (Fuerte)            |
| Hidalgo               | V (Moderado)           |
| Chiapas               | IV (Ligero)            |
| Guanajuato, Querétaro | III (Débil)            |
| Colima, Jalisco       | II (Débil)             |

### Ciudad de México
El sismo destruyó decenas de edificios y casas en la Ciudad de México. Once meses después, el Gobierno local contabilizó 11 495 inmuebles afectados y 30 000 personas afectadas. La autopista que une la capital del país con la ciudad de Acapulco, en el estado de Guerrero, resultó parcialmente destruida, y el aeropuerto Benito Juárez de la Ciudad de México sufrió daños que lo obligaron a suspender por algunas horas su funcionamiento. Asimismo, se suspendió temporalmente el servicio de seis estaciones de la Línea 12 del metro, debido a fallas en la estructura.
Se reportó la caída de más de cuarenta edificios en colonias como Condesa, Roma (Roma Norte y Roma Sur), Del Valle, Narvarte, Miravalle, Portales, Guerrero, Lindavista, Centro, Coapa, San Gregorio Atlapulco, Los Girasoles y Juárez, además de las zonas centrales de las delegaciones Coyoacán, Tlalpan, Cuajimalpa y Xochimilco. De igual forma, se reportaron daños en diferentes zonas de Iztapalapa. Los sitios que concentraron mayor número de víctimas mortales fueron el Colegio Enrique Rébsamen y un edificio del Multifamiliar Tlalpan 3000.[cita requerida]

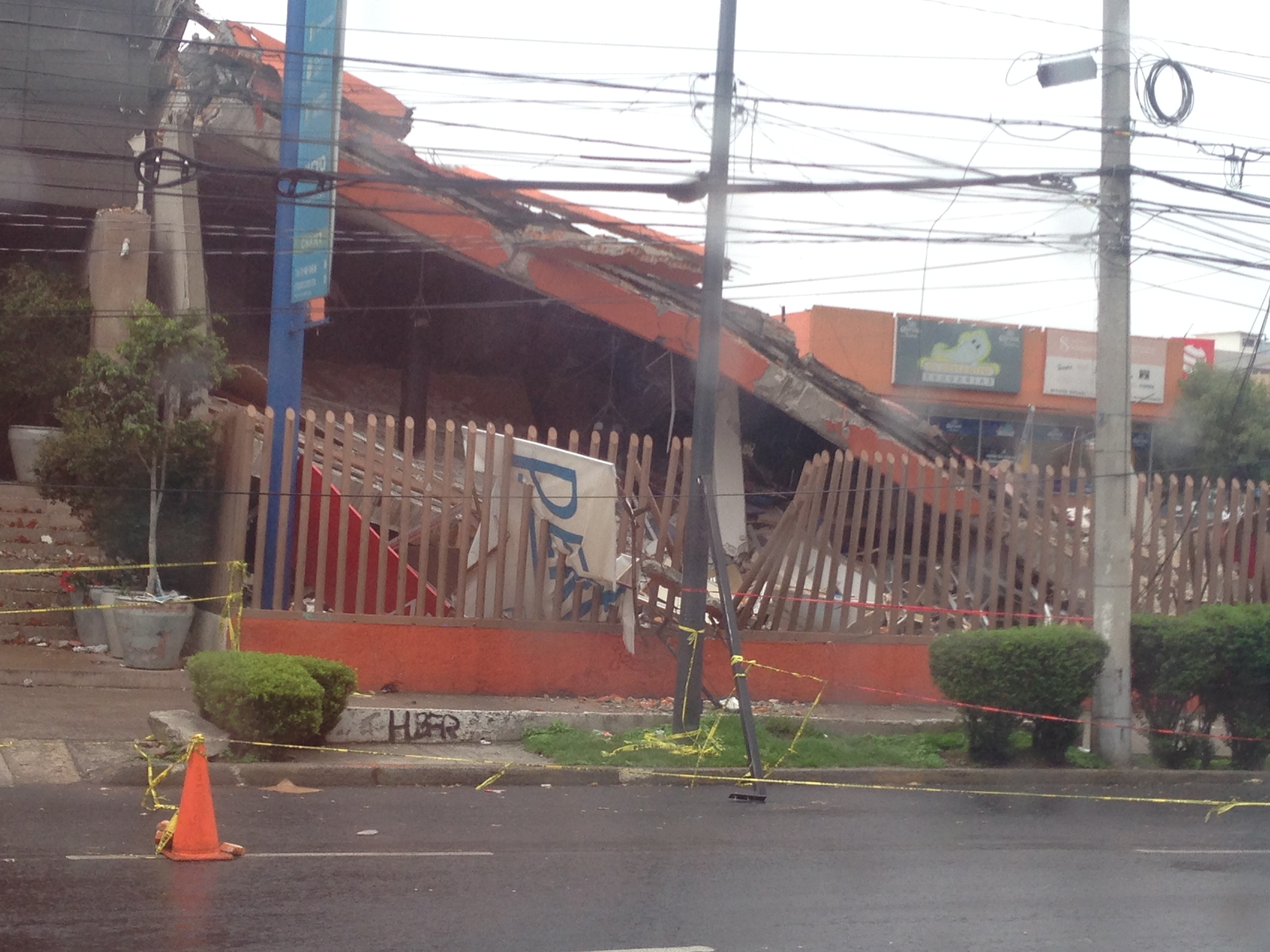
Plaza caída, en Villa Coapa.

Otro tipo importante de daños que sufrió la ciudad consistió en centenares de fracturas en la red de distribución de agua, que hasta el 16 de octubre (veintiocho días pasado el sismo) mantuvieron sin agua a aproximadamente cuatrocientos mil habitantes de las delegaciones Iztapalapa, Tláhuac y Xochimilco, así como en el municipio de Nezahualcóyotl, en el estado de México; ante lo cual se suscitaron protestas recurrentes de las familias afectadas, que en ciertas zonas respondieron cerrando vialidades. El Gobierno de la ciudad a duras penas pudo contener las manifestaciones de descontento, distribuyendo agua por tandeo el tiempo suficiente para efectuar las reparaciones, sin que llegaran a presentarse incidentes graves.[cita requerida]
El Colegio Enrique Rébsamen, localizado en la colonia Nueva Oriental Coapa, en la zona sur de la capital, sufrió el colapso del edificio principal que sepultó a treinta personas presentes en el centro escolar. Se confirmaron veinticinco víctimas mortales en la escuela: veintiún niños y cuatro adultos.
En la noche del 20 de septiembre, rescatistas y ciudadanos confirmaban que debajo de los escombros permanecían con vida una menor, llamada Frida Sofía, y presuntamente tres menores más, resguardados en la oficina de la directora. Con el paso de las horas, surgieron diferentes datos de presuntos contactos con la menor, y que incluso había tomado agua con una línea de vida. El secretario de Educación Pública, Aurelio Nuño Mayer, negó que hubiera familiares buscando una niña con ese nombre.
Se mantuvo por nueve horas una transmisión en vivo por la cadena TV Azteca y Televisa sobre el presunto rescate. El 21 de septiembre, medios de comunicación como Proceso y Aristegui Noticias reportaron inconsistencias y reclamaron una presunta «desmesura mediática» de las cadenas televisivas. Finalmente, la Armada de México informó que nunca hubo una menor con ese nombre, ni se tuvo ningún tipo de contacto, y en la tarde del 21 de septiembre se desmintió que existiera en las listas de inscripción una niña con ese nombre ni de esa edad. Probablemente, solo una mujer del personal de intendencia que quedara con vida en los escombros. El colegio se construyó y amplió sin contar con todos los planos, estudios y trámites necesarios para hacerlo. Además, para funcionar se utilizaron documentos falsos. Los vecinos alertaron de que se construían pisos de más y se hacían modificaciones sin contar con permisos, pero ninguna autoridad actuó. Durante décadas, se permitió el funcionamiento de un colegio en el mismo sitio en donde también había tres departamentos y sus planes de protección civil estaban llenos de inconsistencias.
En la unidad habitacional Multifamiliar Tlalpan, en la delegación Coyoacán, el edificio 1-C colapsó luego del sismo. En el sitio, se reportaron 27 fallecimientos. Hasta el 22 de septiembre, los cuerpos de rescate habían recuperado nueve personas con vida de entre los escombros. Se produjo un derrumbe en el Instituto Tecnológico y de Estudios Superiores de Monterrey, Campus Ciudad de México, en la delegación Tlalpan, donde el colapso de una parte de sus instalaciones dejó un saldo de cinco víctimas fatales y 40 heridos. En la delegación Tláhuac, al oriente de la Ciudad de México, la colonia Del Mar fue una de las más afectadas. En ella, se registraron grietas en el pavimento y hundimiento de calles, resultado de fallas geológicas que se agravaron con el sismo. Asimismo, y al igual que otras colonias de la delegación, se registraron fugas y desabasto de agua, falta de servicio de electricidad, caída de bardas, caída de postes y socavones.
Algunos edificios históricos sufrieron daños menores; entre ellos, destacan: la Catedral Metropolitana, el Museo Nacional de Arte, el Monumento a la Madre, la Iglesia de Nuestra Señora de Loreto, el Colegio de la Santa Cruz de Tlatelolco, la Parroquia de San Juan Bautista en Coyoacán, el templo de San Francisco Culhuacán y la Parroquia de Nuestra Señora de los Ángeles, en la colonia Guerrero.
Con respecto al transporte público, el metro de la Ciudad de México sintió el impacto del movimiento telúrico. En algunos videos se notó la fuerza del mismo por el movimiento de los trenes en algunas estaciones. La Línea 12 fue afectada en el tramo de Periférico Oriente a Tláhuac, lo que obligó a cerrar dicho tramo por reparaciones. En cuanto a los sistemas Metrobús, M1, Tren Ligero y los demás, operaron de manera recortada en sus rutas similares a los corredores privados, quienes reforzaron frecuencias para ayudar con la movilización de los brigadistas que necesitaban transportarse a los lugares de mayor desastre. Los medios pertenecientes al Gobierno de la ciudad brindaron servicio gratuito en el tiempo de recuperación.
En la Ciudad de México, doscientas veintiocho personas murieron en los edificios colapsados, cuatro más fallecieron en los hospitales durante los siguientes días a causa del sismo del 19 de septiembre. Además de los treinta y ocho edificios que colapsaron, las autoridades de la ciudad no han informado sobre la totalidad de inmuebles con daños. En octubre de 2017, las estimaciones del Gobierno federal para la capital del país eran de 5765 viviendas afectadas, de las cuales 2273 tuvieron daño total. Se abrieron 204 carpetas de investigación; 135 por oficio, 65 por denuncia y obtuvieron 65 órdenes de aprehensión, según los datos del Programa de Reconstrucción que presentó el Gobierno de la Ciudad de México. No se ha sancionado a ninguna autoridad que haya firmado manifestaciones de construcción o autorizaciones de uso de suelo.

#### Controversia de daños en la Ciudad de México
Mexicanos contra la corrupción y la Impunidad construyó una base de datos de 365 registros de edificios dañados por el sismo y eligieron 28 para realizar una autopsia de los daños. Los criterios de la elección fueron el nivel de daños, su ubicación y el año de construcción. El objetivo era entender cuáles fueron las causas de los daños a los edificios y entender si se pudieron haber evitado. Esta investigación muestra que existe una cadena de negligencia, corrupción e impunidad que hace más vulnerables a los ciudadanos en caso de un desastre asociado a un fenómeno natural. En específico, se destacan los siguientes hallazgos:
- El Reglamento de Construcciones, catalogado como uno de los mejores del mundo, lo ignoran tanto las autoridades como los constructores.
- Los ciudadanos quedaron atrapados en edificios en donde se hicieron modificaciones en los cálculos de ingeniería para aumentar los márgenes de ganancias de las constructoras; en inmuebles levantados con materiales de baja calidad o insuficientes; en sitios construidos sobre cimientos viejos, pero que se presumían como departamentos nuevos.
- Después del sismo de 1985, se creó la figura de los Directores Responsables de Obra (DRO) y la de los Corresponsables en Seguridad Estructural (CSE). La intención, entonces, era contar con profesionales que garantizaran que las nuevas edificaciones cumplían con el Reglamento de Construcciones. Poco a poco, esa figura fue perdiendo su intención inicial, sobre todo, porque son contratados por las inmobiliarias y con ello pierden independencia. Además, se creó una especie de mercado negro de firmas de DRO: los documentos y planos para obtener permisos sólo se firman, sin que se revise la autenticidad de la información que ahí se plasma.
- Las delegaciones y las administraciones de la Ciudad de México ignoraron las voces de vecinos y organizaciones que alertaron y denunciaron sobre inmuebles que violaban usos de suelo, construcciones que se levantaban sin permisos o edificios que tenían daños desde el sismo de 1985 y se reconstruían para venderlos como departamentos. Los investigadores Eduardo Reinoso, Miguel A. Jaimes y Marco A. Torres, del Instituto de Ingeniería de la UNAM, publicaron el estudio Evaluación de la observancia al Reglamento de Construcción en la Ciudad de México, en 2006. Ahí advirtieron que muchos de los edificios construidos después de 2004 «tendrían un desempeño inadecuado durante un sismo intenso», ya que no cumplían con los mínimos requeridos en el Reglamento de Construcciones.
- Las autoridades del Gobierno central y delegacionales otorgan permisos sin revisar planos o estudios de suelo. Y, aunque los revisaran, muchos de ellos no tienen los conocimientos profesionales para hacer una correcta evaluación. A esto se suma que se utilizan documentos falsos, con información imprecisa o datos que no corresponden a lo que se construye.[cita requerida]

### Morelos

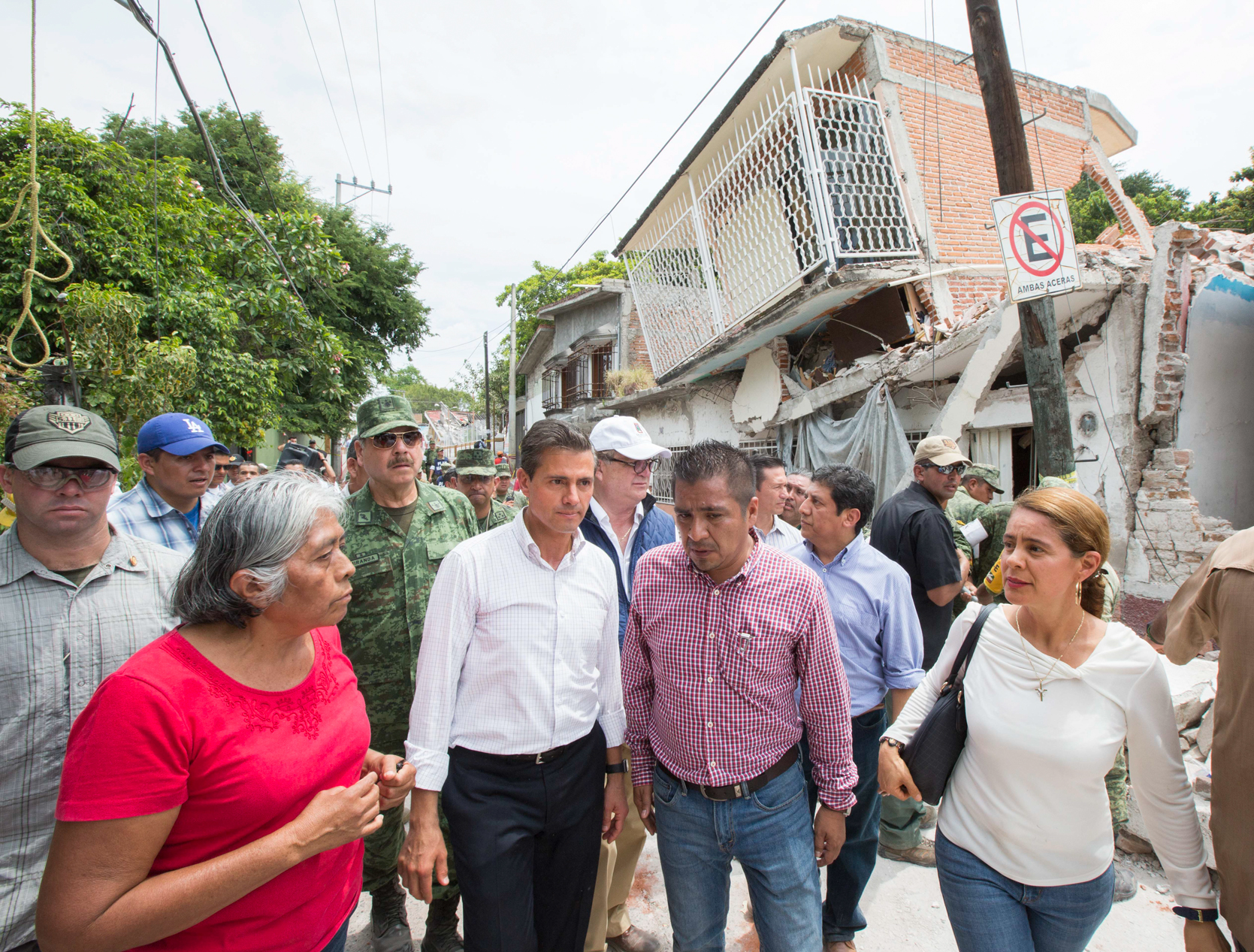
El presidente de México, Enrique Peña Nieto, durante su visita en las zonas afectadas por el terremoto en Jojutla.

Morelos fue uno de los estados con mayores afectaciones por el sismo, y se reportaron setenta y cuatro víctimas mortales y ciento noventa lesionados en todo el estado. En Jojutla, el municipio más dañado tras el terremoto, se reportó la muerte de por lo menos 16 personas, y se produjeron daños en la estructura de edificios comerciales, religiosos, públicos y en más de dos mil viviendas particulares. Entre los edificios con mayor afectación, se encuentran el Palacio Municipal y la Iglesia de la Santa Cruz. Las zonas con más daños fueron el centro de la población y la colonia Emiliano Zapata.
Se reportaron además daños materiales en otros catorce municipios de la entidad, como Cuernavaca, Tetela del Volcán, Ocuituco, Yecapixtla, Jiutepec, Cuautla, Ayala, Xochitepec, Tlayacapan, Axochiapan, Yautepec, Jantetelco, Zacatepec y Tlaquiltenango, donde sufrió graves daños el Exconvento agustino del siglo XVI.
Respecto a daños materiales, no se reportaron problemas de gravedad en planteles escolares. Sin embargo, se informó sobre fuertes daños en el Centro de Salud de Coatetelco, la caída de un puente en la autopista México-Acapulco, a la altura del kilómetro 109, y la fractura de otro puente en la autopista que comunica Tepoztlán con Cuautla, a la altura del Centro Vacacional IMSS Oaxtepec. De las cuatro vías que cominican la Ciudad de México con Morelos, sólo la carretera México - Cuaulta quedó completamente operativa, junto con su par vial la autopista Amecameca - La Alborada. También se informó sobre daños en iglesias localizadas en los municipios de Totolapan, Jonacatepec, Chalcatzingo y Tepalcingo.
Se dio a conocer además que la torre y parte de la fachada del Palacio de Cortés, en Cuernavaca, sufrieron daños. Además, se reportaron afectaciones en el Congreso del Estado: el recinto legislativo, el plafón del salón de plenos y el edificio Rex. La Secretaría de Gobernación emitió una declaratoria de emergencia extraordinaria para los treinta y tres municipios del estado, con el objetivo de habilitar los fondos necesarios para la atención de las necesidades de la población afectada por el terremoto.

### Puebla
Se informó que en el estado de Puebla perdieron la vida por lo menos cuarenta y cinco personas, más de doce mil viviendas resultaron afectadas, al igual que doscientos cincuenta inmuebles históricos y por lo menos ciento cinco heridos. Los daños en la entidad se concentraron en tres zonas: la zona metropolitana de Puebla, el municipio de Atlixco y la región de la Mixteca poblana.
En la ciudad de Puebla, se informó que siete personas perdieron la vida por los daños sufridos en diversos edificios del lugar, como la escuela Héroes de Reforma y la preparatoria Lázaro Cárdenas del Río de la BUAP. Respecto a los daños materiales en la ciudad capital, se reportaron afectaciones en la Universidad de las Américas, derrumbes parciales en las iglesias de San Francisco y El Carmen, caída de bardas en diversos puntos de la ciudad y pérdidas materiales en los centros comerciales Angelópolis, Plaza Dorada y Palmas Plaza. Se informó que se registraron cuarteaduras de paredes y desprendimientos de techo en la estructura del estadio Cuauhtémoc. Además, fue necesario el desalojo del Hospital de la Mujer y el Hospital San Alejandro.
En San Pedro Cholula, cayeron las torres y cúpulas del Santuario de la Virgen de los Remedios y el antiguo Convento de San Gabriel. En el municipio de Atzala, colapsó la cúpula del templo de Santiago Apóstol, aplastando a catorce personas que se encontraban en un bautismo celebrado al interior del recinto. En Atzitzihuacán, murieron quince personas cuando una iglesia colapsó durante la misa. Se informó sobre afectaciones materiales y personales en los municipios de Atlixco, Izúcar de Matamoros, Tepexi de Rodríguez, Acatlán, Tochimilco, Cohetzala, Tepeaca, Chiautla, Tecamachalco, Amozoc, Huejotzingo, San Martín Texmelucan, Coyotepec, Ixcaquixtla y Tehuacán. Se reportó que sesenta iglesias, cuarenta y ocho inmuebles civiles y doscientas nueve escuelas sufrieron afectaciones como consecuencia del sismo. Las autoridades federales emitieron la declaratoria de emergencia para ciento doce municipios del estado, con el objetivo de habilitar los fondos necesarios para atender las necesidades alimenticias, sanitarias y de refugio de los afectados.

### Estado de México
En el Estado de México, se informó que por lo menos quince personas perdieron la vida, así como veintinueve personas lesionadas como consecuencia del sismo. Los municipios donde se registraron pérdidas humanas fueron Capulhuac, Ecatepec, Xonacatlán, Tenancingo, Lerma, Ocuilan, Chalco y Ecatzingo. Respecto a los daños materiales, la afectación más fuerte se registró en Ocuilan, donde se cayeron dos templos religiosos y decenas de viviendas sufrieron daños de diversa índole. También el municipio de Joquicingo sufrió daños considerables. Otros municipios que reportaron pérdidas materiales como caída de bardas, derrumbes y hundimientos en demarcaciones fueron Ecatzingo, Xalatlaco, Santiago Tianguistenco, Toluca, Ecatepec, Naucalpan, Coacalco, Cuautitlán, Rayón, Texcoco, Amecameca, Chimalhuacán, Nezahualcóyotl, Tlalnepantla de Baz y La Paz.
Fue necesaria la evacuación de ochenta pacientes del Hospital Valle Ceylán, localizado en Tlalnepantla. El nosocomio sufrió afectaciones en los pisos 2, 3 y 4, los cuales ya se habían dañado en el terremoto del 7 de septiembre. Se suspendió temporalmente el servicio del Mexicable para una revisión de sus instalaciones, y el sistema Mexibús comenzó a funcionar gratuitamente para apoyar a las víctimas. Además, el Aeropuerto Internacional de Toluca funcionó durante unas horas como terminal aérea alterna, ante el cierre del Aeropuerto Internacional de la Ciudad de México, por lo que aterrizaron tres aviones que tenían como destino original la capital mexicana. Un mes después del sismo, en Ocuilan y Tenancingo se mantenían cerradas doscientas escuelas y catorce mil alumnos estaban sin recibir clases. Otro tanto ocurría con mil quinientos estudiantes en Ecatepec.

### Guerrero
En el estado de Guerrero, cuatro personas fallecieron como consecuencia del terremoto, además de cinco ciudadanos que resultaron lesionados. Se reportaron daños en los municipios de la zona norte de la entidad, específicamente en Iguala, Taxco, Copalillo, Olinalá, Tepecoacuilco, Huitzuco, Buenavista de Cuéllar y Atenango del Río. Los daños materiales fueron doscientas viviendas y tres iglesias en Olinalá; cincuenta casas con daño estructural en Copalillo; treinta en Taxco, una con colapso total; cinco en Tepecoacuilco; veinte en Huitzuco; cincuenta y una casas en Atenango del Río, además de la restricción de acceso a la iglesia de Buenavista de Cuéllar, por riesgo de desplome. En Iguala, se registró un derrumbe de tierra que mató a una persona. En la infraestructura de comunicación, se restringió el paso del Libramiento de Zumpango del Río y derrumbes en la carretera estatal que une las poblaciones de Petaquillas y Mochitlán. En otros municipios, como el puerto de Acapulco y la capital Chilpancingo, únicamente se registraron algunos daños menores.

### Oaxaca
En el estado de Oaxaca, se informó sobre el fallecimiento de una persona tras la caída parcial del templo de San José Ayuquila. Se reportaron daños en los municipios de Huajuapan de León, Ciudad Ixtepec y Teotitlán de Flores Magón. Además de la atención de personas con crisis nerviosa en la zona del Istmo de Tehuantepec. Esta entidad federativa fue la más afectada por el terremoto del 7 de septiembre.

### Veracruz
En Veracruz únicamente se reportaron daños menores en algunos planteles escolares y en hospitales en los municipios de Poza Rica, Tierra Blanca y Río Blanco. Las instalaciones estratégicas de Petróleos Mexicanos y la Central Nuclear de Laguna Verde no sufrieron ningún daño.

### Tlaxcala

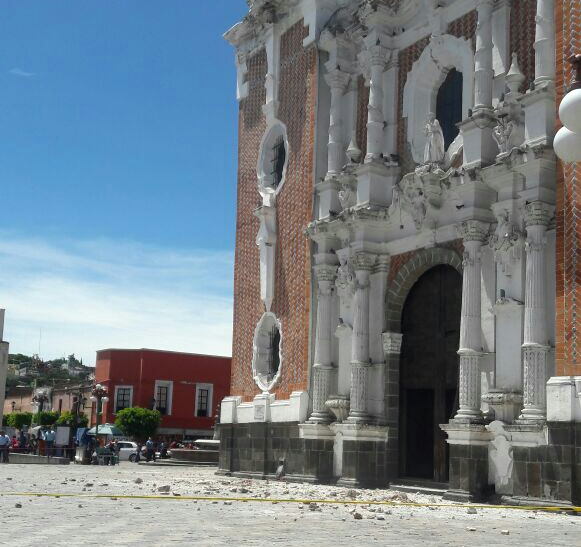
Parroquia de San José en la ciudad de Tlaxcala, dañada por el terremoto.

Tlaxcala reportó dos personas heridas en los municipios de Apizaco y Chiautempan. Además, daños en edificios históricos de la entidad, como la Parroquia de San José y la Basílica de Ocotlán en la capital. También se informó de afectaciones en iglesias localizadas en los municipios de Natívitas, Tepeyanco y Cuapiaxtla. El Palacio de Gobierno de Tlaxcala tuvo cuarteaduras y fue necesaria la evacuación del Hospital General, por una fuga de gas.

### Michoacán
Michoacán registró daños menores: agrietamientos en varios inmuebles de Morelia, y al menos ochenta y cinco centros educativos en el estado reportaron afectaciones en las paredes. Parte del techo de un inmueble abandonado colapsó, sin que se reportaran lesionados en la zona. Se reportó la caída de una casa de adobe en estado de abandono, al norte de la ciudad. El Palacio del Supremo Tribunal de Justicia de Morelia reportó cristales rotos y agrietamientos en suelo y paredes.. Al igual que la Facultad de Enfermería de la UMSNH, que reportó algunos cristales rotos.
También se registraron daños leves en un hospital de la colonia Altozano. La intensidad del sismo provocó sorpresa, incluso el desalojo en diversas dependencias gubernamentales, escuelas, tiendas departamentales, centros bancarios y restaurantes en varias partes de la ciudad. La caída de un techo en Lázaro Cárdenas lesionó a una mujer de la tercera edad. En Zitácuaro, varios inmuebles sufrieron leves afectaciones, y el IMSS de la ciudad sufrió caída de plafones. En Uruapan, se reportó el desplome de un puente antiguo y la caída de tres bardas.

### Hidalgo
En Hidalgo, no hubo daños personales. Sin embargo, se reportaron cuarteaduras y fisuras en los municipios de Pachuca, Mineral de la Reforma, Tulancingo de Bravo, Mixquiahuala y Tizayuca.

### Regional
Se registraron fugas de gas, junto con montones de escombros de edificios derrumbados. La Bolsa de Valores de México tuvo una caída, pero se recuperó antes de que se suspendieran operaciones. La Comisión Federal de Electricidad informó que 4.68 millones de clientes sufrieron suspensiones en el suministro de energía eléctrica en Guerrero, Morelos, Puebla, estado de México, Oaxaca, Tlaxcala y la Ciudad de México, aproximadamente el 32 % de clientes de la empresa en esos estados. Sin embargo, ninguna de las centrales de la región sufrió daños estructurales. La Secretaría de Educación Pública anunció la suspensión de clases hasta nuevo aviso en todos los niveles educativos en las escuelas de la Ciudad de México, Guerrero, el estado de México, Hidalgo, Michoacán, Morelos, Veracruz, Puebla y Tlaxcala.
- Rojo (Desastres materiales y número de muertes elevados)
- Amarillo (Desastres materiales altos, pero bajo número de muertes)
- Verde (Solo desastres materiales)

## Respuesta al desastre

### Ciudadanía

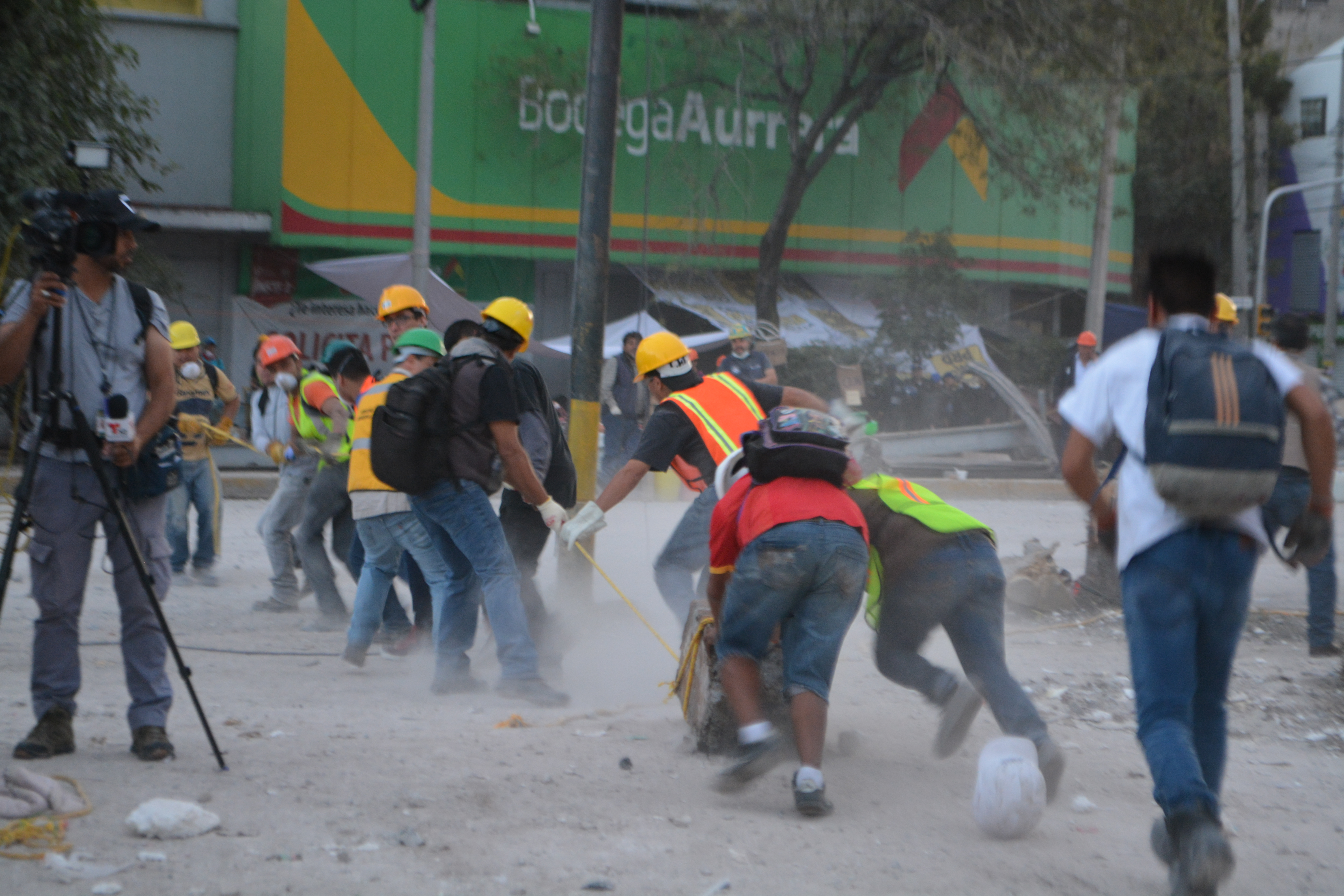
Voluntarios moviendo escombros en la colonia Obrera, Ciudad de México.

Ciudadanía y rescatistas de organizaciones civiles protagonizaron la respuesta ante el fenómeno, convirtiendo escuelas, universidades y distintos parques en enormes y organizados centros de acopio. Al no colapsar internet, tan solo minutos posteriores al temblor, la respuesta ciudadana ante la desgracia fue inmediata y las muestras de solidaridad mucho más eficaces y organizadas gracias a la existencia de las redes sociales, por medio de las cuales comenzaron a difundirse los efectos del sismo, convirtiéndolas en la alternativa real al teléfono y la televisión para transmitir información útil a miles de personas. Twitter y Facebook fueron instrumentos por medio de los cuales la ciudadanía comenzó a organizarse en brigadas y grupos de rescate, publicar desaparecidos y dar servicios.

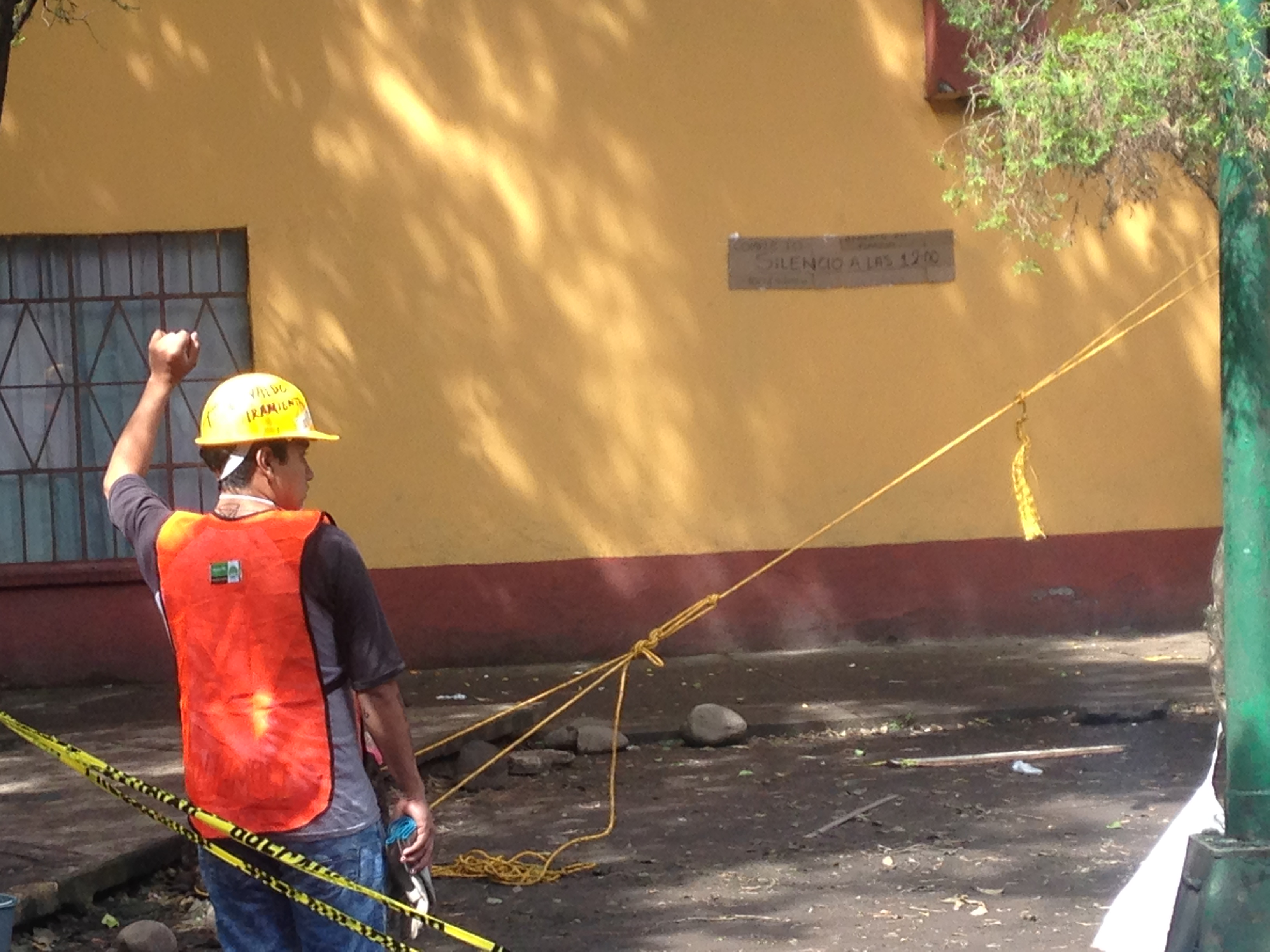
Voluntario pidiendo silencio en las acciones de rescate del Multifamiliar Tlalpan, Ciudad de México.

La espontaneidad de los ciudadanos permitió que se organizaran para apoyar de manera directa como rescatistas, colaborando con las brigadas de Topos y con brigadas de instituciones gubernamentales cuando éstas se presentaron. La labor consistió en remover escombros y buscar posibles víctimas atrapadas en edificios derrumbados de las diversas colonias y delegaciones afectadas por el sismo en Ciudad de México. También estudiantes de la UNAM, UACM, UAM e IPN se conformaron en diversas brigadas de apoyo, rescate, atención, acopio y de ayuda psicológica a través de estudiantes, profesores y trabajadores, coordinados por el Centro de Formación y Servicios Psicológicos de la Facultad de Psicología de la UNAM y generando trabajos interdisciplinarios con la Facultad de Medicina y la Escuela Nacional de Trabajo Social, también de la UNAM. Estas brigadas proporcionaron auxilios psicológicos para ayudar a reintegrar el estado emocional y físico de las personas.
Además, la Facultad de Arquitectura de la UNAM capacitó a más de cuatro mil jóvenes, profesores y profesionistas relacionados con la arquitectura e ingeniería para revisar las viviendas afectadas. Por otro lado, la Facultad de Medicina Veterinaria y Zootecnia de la UNAM realizó brigadas de atención médica para mascotas y animales afectados por el sismo, además de que ofreció servicio gratuito en todos sus hospitales. De igual forma, cientos de jóvenes se organizaron en brigadas para apoyar de manera indirecta, organizando centros de acopio y haciendo donativos en dinero y en especie ante la lentitud de estos apoyos por parte del Gobierno. Para resolver la falta de canales del Gobierno mexicano para organizar la distribución y redistribución de ayuda, auxilio y rescate, se generó la iniciativa #Verificado19s, en el que el Centro Horizontal, con apoyo de organizaciones de la sociedad civil como Ahora, Artículo 19, Democracia Deliberada, SocialTIC y R3D registraron toda la información difundida por redes sociales y la verificaron con personas en los centros de acopio para informar sobre dónde sobraba o faltaba acopio, así como notificar los reportes de riesgo.
En televisión, los canales abiertos con alcance nacional como Azteca Trece, Las Estrellas, Imagen Televisión, Canal Once, ADN 40 y A+ interrumpieron su programación para transmitir todas las consecuencias ocurridas a partir del momento mismo del desastre hasta la tarde del 21 de septiembre sin pautas publicitarias. De igual manera, se sumaron canales de televisión con cobertura regional, de corte noticioso o de paga, como Milenio Televisión, Foro TV, Excélsior TV y Multimedios Televisión. Después del sismo y las afectaciones en el edificio del Sistema Público de Radiodifusión en Hamburgo 182, el Canal Catorce salió del aire por algunas horas, para luego restablecerse con fallas técnicas e intermitencias que se fueron superando en los días posteriores, normalizando y generando su señal desde las instalaciones del Canal Once.[cita requerida]
También se creó en Twitter el hashtag #revisamigrieta, en el que arquitectos e ingenieros civiles ayudaron a identificar la gravedad de los daños a las viviendas a través de las fotos que los usuarios subían. Otro tipo de respuesta ciudadana fue la de denunciar el mal manejo que algunos Gobiernos, notablemente el de Guerrero (a cargo de Héctor Astudillo Flores, PRI) y el de Morelos (bajo el mando de Graco Ramírez, PRD) le estaban dando a los víveres que los ciudadanos habían donado. Cabe mencionar que este mismo problema se presentó y fue denunciado en Juchitán, a resultado del sismo que ocurrió pocos días antes, en Chiapas y Oaxaca. Por otro lado, algunos ciudadanos generaron una petición en la plataforma Change.org para que los partidos políticos cedieran parte de su presupuesto para las campañas políticas del 2018, destinándolo a la reparación de los daños ocasionados por el temblor en Oaxaca, Chiapas, Morelos, Puebla, estado de México y la Ciudad de México.

### Respuesta gubernamental y paragubernamental
A diferencia de lo que ocurrió en 1985, el presidente Enrique Peña Nieto, acompañado por miembros de su gabinete, pronto se hizo presente en las zonas afectadas por los dos grandes sismos de septiembre, para anunciar el interés y la disposición de su Gobierno para aliviar los males de la población.[cita requerida] A partir del 20 de septiembre, algunas unidades del Ejército Mexicano y de la Marina colaboraron en el resguardo de los bienes de las víctimas, así como en la remoción de escombros y en las labores de rescate.[cita requerida] Asimismo, colaboraron brigadistas de organismos paragubernamentales como el ERUM y de la Cruz Roja Mexicana. No obstante, muchos ciudadanos y los medios de comunicación nacionales más independientes del presupuesto estatal le reclamaron al Gobierno, en sus tres niveles, una serie de aspectos (que inclusive han subrayado algunos medios internacionales):
- La falta de preparación gubernamental para el desastre, y la incompetencia para coordinar el esfuerzo de rescate (por ejemplo, el útil servicio de #Verificado19s fue improvisado sobre la marcha y surgió 100 % por iniciativa ciudadana, mientras que la Coordinación Nacional de Protección Civil estaba —y continúa— en manos de un Técnico en Turismo que tiene el talento de mantener vínculos familiares con miembros señeros del grupo gobernante).[143]
- La corrupción y poca transparencia en la concesión de licencias, y la muy escasa o nula atención a las denuncias ciudadanas por incumplimientos del reglamento de construcción (incluyendo las quejas o peticiones de asesoría sobre inmuebles para los que ya con anterioridad había sospechas de debilidad estructural).[144] Según declaró el ex secretario de Protección Civil del Distrito Federal, Elías Moreno Brizuela, el incumplimiento del Reglamento de Construcciones causó la muerte de aproximadamente 228 personas durante el sismo.[145]
- El relajamiento irracional, desde el punto de vista de la seguridad y la ingeniería, de los estrictos reglamentos de construcción establecidos con posteridad al terremoto de 1985 en México, tanto para expandir el negocio inmobiliario como para reducir las inversiones necesarias para proveer servicios urbanos, al aumentar la densidad de la población en zonas ya bien provistas.[146]
- La opacidad en la distribución de las aportaciones voluntarias de la ciudadanía para el alivio de las víctimas de los sismos. En el caso antes mencionado del estado de Guerrero, se pudo documentar el desperdicio masivo de esta ayuda, y en otros casos, como en Morelos y el municipio de Juchitán, su desvío para emplear los víveres, presumiblemente, con miras a la atención de clientelas electorales del gobernador o presidente municipal en turno, o incluso el embodegamiento y retraso en la distribución, para emplear los bienes en la compra del voto durante las campañas de 2018.
- El monto enorme que a lo largo del sexenio gasta el Gobierno federal encabezado por Peña Nieto en la promoción de su imagen pública,[147] cantidad que por sí sola alcanzaría para sufragar el 98 % del costo estimado de la reconstrucción.[148]
- Los aún más cuantiosos recursos federales que tienen destino desconocido, según la Auditoría Superior de la Federación,[149] en el intervalo que va desde el año 2001 hasta el presente (sexenios de Fox, Calderón y Peña).[150]
- Los descomunales desvíos económicos que, presumiblemente en su provecho particular, en años recientes hicieron exmandatarios de los estados de Tabasco, Michoacán, Veracruz, Quintana Roo, Tamaulipas, Sonora, Aguascalientes, Nuevo León, Oaxaca, Chihuahua y Coahuila (10 de ellos bajo proceso en octubre de 2017, y 16 investigados[151][152]). Monto que, bajo una estimación, permitiría cubrir 16 veces el costo total de la reconstrucción, y según otra, «solo» ascendería a 206 000 millones de pesos (5.4 veces el costo de la reconstrucción).[153]
- A todo lo anterior se suman recientes historias de corrupción documentadas por diversas ONG y diarios nacionales e internacionales,[154] que involucran a entidades paraestatales como Pemex (bajo la dirección de Emilio Lozoya[155][156][157]) y compañías constructoras como OHL, Grupo Higa y Odebrecht, aparte de otras que tocan a los estados de Michoacán, Nayarit, Aguascalientes, estado de México y Baja California.[cita requerida]

### Partidos políticos nacionales
Por otro lado, una vez que Andrés Manuel López Obrador anunció que Morena destinaría a la reconstrucción y asistencia a las víctimas del terremoto el 20 % de sus prerrogativas de 2018, el PRI, comandado por Enrique Ochoa Reza, anunció que destinaría a la reconstrucción el 100 % de los fondos que le corresponden por ley para el resto del ejercicio de 2017, además del total correspondiente a las campañas electorales de 2018. El PRI exigió además, a las restantes fuerzas políticas, que hicieran otro tanto. Estas últimas iniciativas fueron mal recibidas por la dirigencia del INE, así como por gran parte de los observadores y comentaristas políticos nacionales, que señalaron que, a falta de financiamiento público, las grandes corporaciones e incluso los cárteles de la droga manejarían las campañas políticas nacionales a su antojo.

### Ayuda internacional

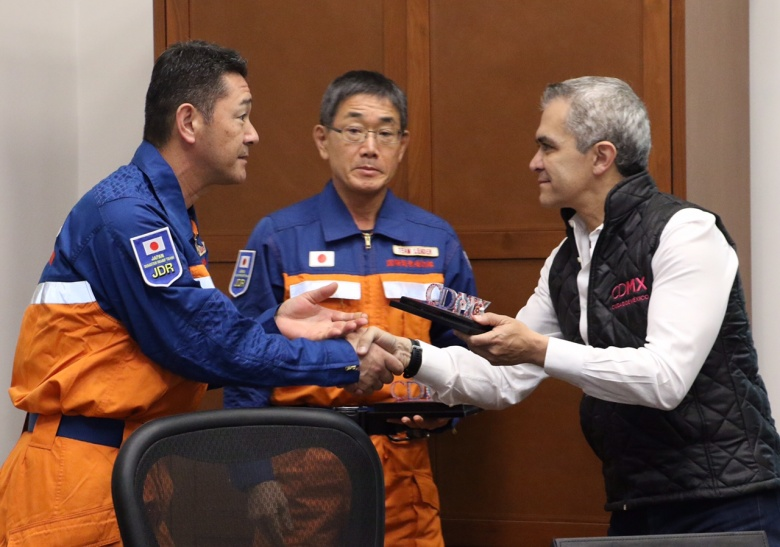
Jefes del equipo japonés recibiendo un reconocimiento del alcalde de la capital de México, Miguel Ángel Mancera.

A través de los Topos Chile, se envió una delegación de dieciocho rescatistas, dos perros entrenados y materiales para búsqueda y rescate. Por su lado, el presidente Xi Jinping anunció que China ayudaría en las tareas de rescate y en los esfuerzos de reconstrucción. Durante la Asamblea General de la ONU, Colombia ofreció el envío inmediato de treinta efectivos de rescate para que ayudaran a las labores en Ciudad de México tras el terremoto de 7.1. Costa Rica puso a disposición de México los servicios de la Cruz Roja Costarricense, los Bomberos, la Fuerza Pública, la Caja Costarricense del Seguro Social y la Comisión Nacional de Emergencias (CNE).
Ecuador y El Salvador anunciaron el envío de equipos de rescatistas a México. Lo propio hicieron España, Guatemala, Honduras, Israel, Japón con su Equipo Japonés de Auxilio en Desastres y el Gobierno de Panamá envió una delegación de 35 rescatistas (entre médicos, paramédicos, técnicos y especialistas de estructuras colapsadas), junto con cuatro perros de rescate de Panamá. Los países que enviaron los equipos de rescate más grandes fueron Japón, con una delegación de 72 rescatistas, Israel, con una delegación de 70 rescatistas, Estados Unidos, con una delegación de 60 rescatistas, incluidos ingenieros estructurales y personal de apoyo.Por su parte, los Gobiernos de Paraguay y Perú expresaron su solidaridad al pueblo de México y quedaron en espera de que el Gobierno mexicano solicitara su apoyo de manera formal. El Vaticano ofreció ciento cincuenta mil dólares en apoyo para los damnificados. El presidente de los Estados Unidos, Donald Trump, externó vía telefónica sus condolencias al mandatario mexicano Enrique Peña Nieto, y ofreció asistencia con equipos de búsqueda y rescate.

### Empresas y organizaciones
Diferentes empresas y organizaciones de México iniciaron labores de apoyo a rescatistas y fungieron como centros de acopio en todo el país. The Home Depot, Alpura, Smart Fit, OfficeMax, Tok's Restaurantes, Beer Factory y Panda Express instalaron en algunas de sus sucursales centros de acopio para recibir escobas, cloro, cubetas, cepillos, jabón y alimentos enlatados, además de herramientas y materiales de rescate. Empresas de telefonía celular como Telcel, AT&T y Movistar liberaron temporalmente el costo de las llamadas, mensajes de texto, los datos y las redes dentro del área afectada, así como también Telmex, que abrió sus puntos de acceso WiFi para acceder a internet a nivel nacional, en apoyo a la población. Autobuses de Oriente (ADO) y Enlaces Terrestres Nacionales (ETN) dieron de forma gratuita boletos de viaje redondo a paramédicos que quisieran ayudar en las labores de rescate en Ciudad de México, y Uber prestó servicio gratuito en Ciudad de México, Puebla y Morelos.

### Personas
La cantante estadounidense Katy Perry, a pesar de que iniciaba su nueva gira mundial Witness: The Tour, en Montreal, Canadá, se dio el tiempo para contactar a los refugios y organizaciones que estaban dedicadas a ayudar a los afectados en México, y para hacer una donación de medio millón de dólares (500 000). Además, envió una buena cantidad de botellas de agua, comida que se pudiera conservar y medicamentos para quienes lo necesiten. La actriz mexicana Salma Hayek comentó que donaría cien mil dólares a las víctimas del sismo. El fundador de Facebook, Mark Zuckerberg, anunció que donaría un millón de dólares para los afectados por el sismo. El magnate Carlos Slim, a través de su fundación Fundación Carlos Slim, Telmex y Telcel, anunció que, por cada MXN 1 donado por la población, donaría MXN 5.
Presenciando el terremoto en preparativos para su concierto al día siguiente, el canadiense Shawn Mendes creó una campaña con la Cruz Roja Norteamericana para juntar ayuda monetaria para los afectados del sismo. Mendes donó USD 100 000; la campaña logró recaudar aproximadamente USD 182 922. El cantautor español José Riaza compuso la canción «El día del fin del mundo», un homenaje a héroes y caídos del sismo: «El día del fin del mundo es un recordatorio de la humanidad que nos unió aquellos días. Como mujeres y hombres de diferentes colores, credos, estatus, edades se portaron como valientes, como héroes trabajando en una sola dirección. Jamás había visto algo así, se me enchina el cuero al recordar, la utopía caminaba por la calle» explica José Riaza.

## Rescate canino

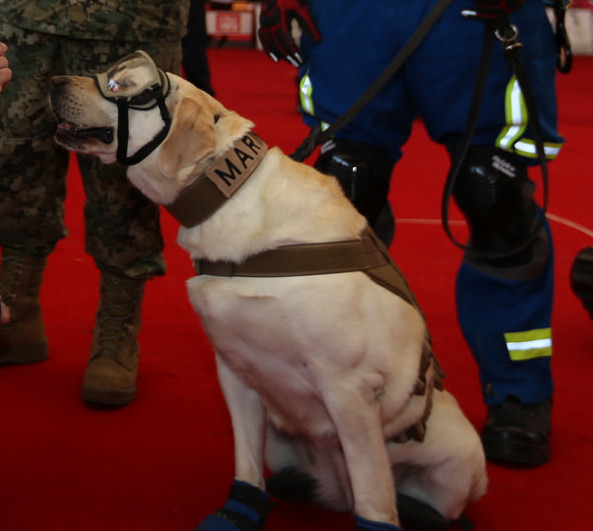
Frida, perra de la Armada de México, rescató a doce personas de los escombros.

Se distribuyó a distintos perros de búsqueda y rescate para encontrar sobrevivientes dentro de los edificios colapsados. Algunos de los perros que trabajaron fueron:
- Frida, hembra labrador de la Unidad de rescate de la Armada de México.
- Evil, macho pastor belga de la Unidad de rescate de la Armada de México.[187]
- Ecko, macho pastor alemán de la Unidad de rescate de la Armada de México.
- Titán, macho pastor belga de Bomberos de Silao. Colaboró en el rescate de veintiuna personas.[188][189]
- Akela, macho pastor belga de Bomberos de Silao. Colaboró en el rescate de veintiuna personas.[190]
- Kublai, hembra golden retriever de la Policía Federal de México.[191]
- Nalah, hembra golden retriever voluntaria, entrenada en el ERUM. Colaboró en el rescate de doce personas.[192][193]
- Humo, macho pastor alemán de Bomberos de Aguascalientes. Colaboró en el rescate de tres personas.[194]

## Réplicas

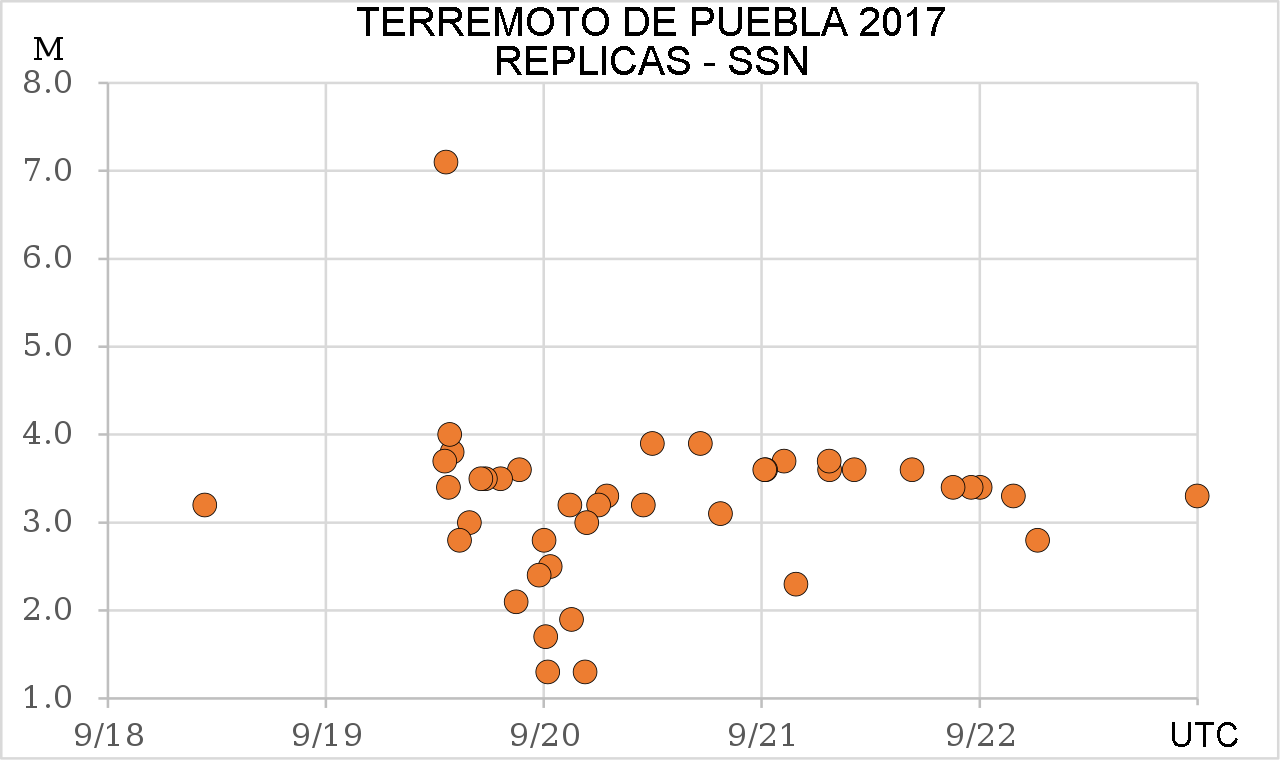
Réplicas del terremoto de Puebla
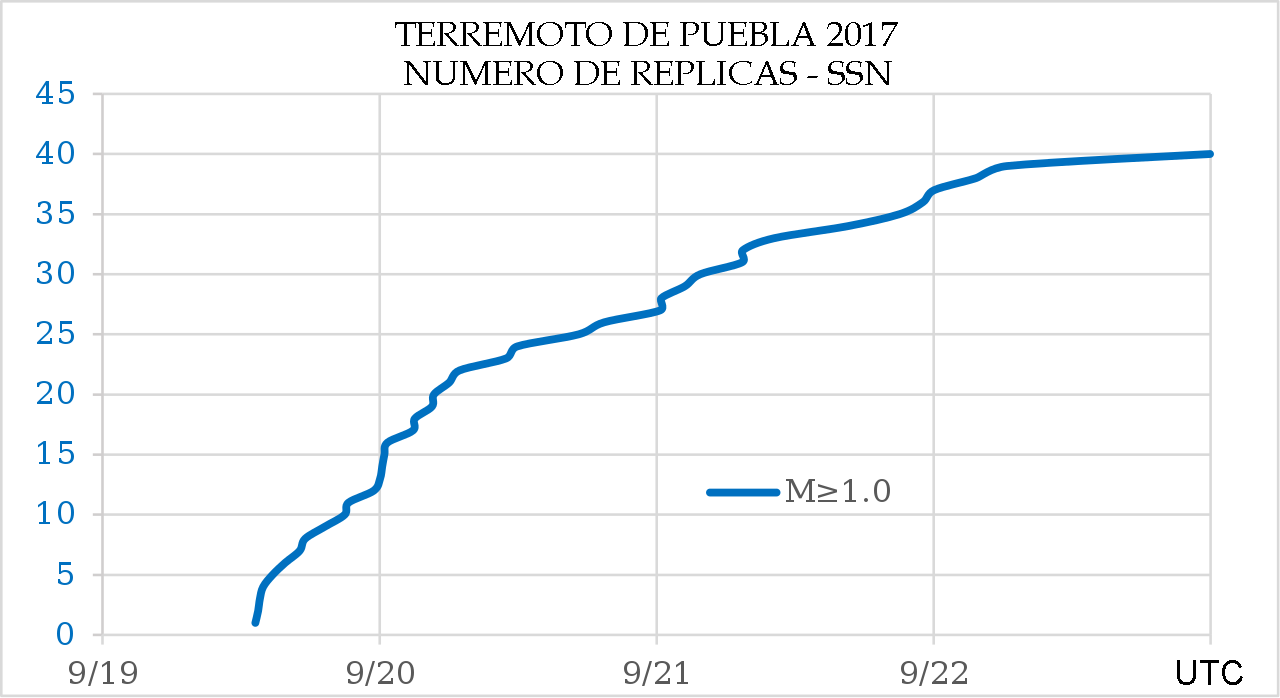
Aumento de las réplicas del terremoto de Puebla
Mapa de las réplicas del terremoto de Puebla Rojo: choque principal

## Incidentes posteriores
De manera indirecta, el terremoto ocasionó daños y secuelas hasta casi cuatro años después siendo el acontecimiento más notorio el ocurrido el 3 de mayo de 2021, cuando ocurrió un colapso ferroviario en la línea 12 del Metro de la Ciudad de México. El derrumbe de la estación Olivos ocasionó la muerte de veintiséis personas y un total de ochenta heridos (saldo preliminar).
El incidente tomó especial relevancia luego de que distintos usuarios destacaran fotografías con denuncias ciudadanas sobre el daño en la estructura, evidenciadas en redes sociales desde el año 2017, justo después del terremoto de Puebla. De acuerdo con testimonios, la estructura de la línea 12 había quedado notoriamente desnivelada a consecuencia del sismo, situación que no fue atendida a tiempo.